# Omfartsvejen (Slagelse)
 For alternative betydninger, se Omfartsvejen. (Se også artikler, som begynder med Omfartsvejen)
Omfartsvejen er en omfartsvej, der går vest om Slagelse. Vejen er en del af primærrute 22 og er ca. 9 km lang. 
Omfartsvejen starter ved Sdr.Ringgade / Slagelse Landevej og går i en bue vest om Slagelse. Vejen passerer først den gamle jernbane mellem Næstved og Slagelse, som nu er en cyklesti kaldet (Fodsporet) og dernæst Skælskør Landevej samt Vestmotorvejen, hvor der etableret et tilslutningsanlæg (40A) Slagelse V. Derfra føres vejen videre, og forsætter til Korsørvej samt over jernbanen mellem København og Odense. Omfartsvejen forsætter videre og passerer Valbygårdsvej i et tilslutningsanlæg. Fra Valbygårdsvej føres vejen mod nord, hvor den lidt efter passerer endnu en jernbane mellem Slagelse og Tølløse. Omfartsvejen ender i Kalundborgvej nord for Slagelse.
Omfartsvejen åbnede den 28 september 2013.